# نیروگاه دماوند
نیروگاه سیکل ترکیبی دماوند معروف به نیروگاه شهدای پاکدشت (در کیلومتر ۴۵ جاده خاوران و در ۳۵ کیلومتری جاده تهران - مشهد، بین شهر شریف‌آباد و ایوانکی تأسیس ۱۳۸۴)، یکی از نیروگاه‌های ایران از نوع سیکل ترکیبی با ظرفیت تولید ۲۸۶۸ مگاوات است که شامل ۱۲ واحد گازی ۱۵۹ مگاواتی مدل V94.2 با ظرفیت ۱۹۰۸ مگاوات و ۶ واحد بخار ۱۶۰ مگاواتی با ظرفیت ۹۶۰ مگاوات در زمینی به مساحت ۱۹۴ هکتار است. هر دو واحد گازی و یک واحد بخار، یک بلوک نیروگاهی را تشکیل می‌دهد. شرکت سازنده گروه مپنا و عمران صدرا هستند.
نیروگاه دماوند در زمان ساخت، بزرگترین نیروگاه سیکل ترکیبی خاورمیانه بوده‌است.
میانگین قدرت عملی نیروگاه ۲۳۶۶ مگاوات است که قدرت عملی در زمستان ۲۵۳۲ مگاوات و در تابستان ۲۱۷۲ مگاوات است. میانگین قدرت عملی واحدهای گازی ۱۲۴٫۸ مگاوات و واحدهای بخار ۱۴۴٫۷ مگاوات است.
سوخت اصلی واحدها، گاز طبیعی است و سوخت پشتیبان آن گازوئیل (نفت گاز) است که گازوئیل در ۹ مخزن مجموعاً به ظرفیت ۲۴۰ میلیون لیتر ذخیره‌سازی می‌شود.
این نیروگاه از برج خنک‌کن خشک (هلر) استفاده می‌کند که برق را به کمک دو پست ۲۳۰ و ۴۰۰ کیلوولت تأمین می‌کند.
هزینه ساخت این نیروگاه حدود دو میلیارد یورو بوده‌است.

## آمار تولید برق و مصرف سوخت نیروگاه در سال ۱۳۹۱
طبق آمار تولید در سال ۱۳۹۱ در نیروگاه سیکل ترکیبی دماوند، مصرف گازوئیل ۶۲۱۵۶۰ هزار لیتر، مصرف گاز ۲۱۰۵۵۷۴ هزار مترمکعب، مصرف آب جهت خنک‌کاری ۳۵۷ هزار مترمکعب، راندمان ۴۳٫۹ درصد و کارکرد نیروگاه در سال ۶۴۹۹ ساعت که کارکرد نیروگاه در سال طبق درصد ۷۴ درصد بوده‌است.
نیروگاه دماوند به‌طور متوسط ۵ درصد کل برق کشور را تولید می‌کند که این مقدار در سال ۱۳۹۱، حدود ۴٫۸ درصد بوده‌است.

## سازندگان تجهیزات نیروگاه
سازنده نیروگاه گروه مپنا است. در نیروگاه گازی، مدل توربین‌ها V94.2 و سازنده آن شرکت‌های توگا، آنسالدو و زیمنس است. سازنده ژنراتورهای نیروگاه گازی، شرکت‌های پارس ژنراتور، آنسالدو و زیمنس است و سازنده بویلرها، مپنا بویلر - دوسان است.
همچنین شرکت مهندسی قدس نیرو به عنوان مشاور ساخت در این پروژه حضور داشت.

## روزشمار نیروگاه دماوند
عملیات اجراییِ ۱۲ واحدِ بخش گازِ نیروگاه، از سال ۱۳۸۰ شروع و تا سال ۱۳۸۴ پایان یافت و عملیات ساخت و تکمیل ۶ واحدِ بخش بخارِ سیکل ترکیبی، از سال ۱۳۸۴ تا شهریور ۱۳۹۱ به طول انجامید.

## واگذاری نیروگاه دماوند به بنیاد شهید
نیروگاه دماوند در خرداد ۱۳۹۱ بابت بدهی دولت، به مبلغ ۸۰۰ میلیارد تومان از وزارت نیرو به بنیاد شهید و امور ایثارگران واگذار شد. در مرحله اول ۴۵ درصد و در مرحله دوم ۵۵ درصد نیروگاه دماوند قیمت‌گذاری و به بنیاد شهید واگذار شد و هم‌اکنون بنیاد شهید مالک ۱۰۰ در صد نیروگاه است. شرکت مدیریت تولید برق دماوند که راهبر نیروگاه می‌باشد ۴۰ درصد سهام آن معلق به بنیاد شهید و ۶۰ درصد دیگر متعلق به شرکت سرمایه‌گذاری برق و آب صبا است.
پس از واگذاری، نام نیروگاه به نیروگاه شهدای پاکدشت یا به صورت کامل‌تر نیروگاه سیکل ترکیبی شهدای پاکدشت (دماوند) تغییر یافت.

## مدیران عامل
مدیران عامل شرکت نیروگاه دماوند به صورت زیر است:
(اسامی و ترتیب این جدول به صورت کامل نیست)

مهندس جمال آریایی 
۱۳۹۹
تا کنون

| مدیرعامل            | آغاز به کار      | پایان          | توضیحات                                |
| ------------------- | ---------------- | -------------- | -------------------------------------- |
| مهندس سیامک میرزایی | ۲۸ شهریور ۱۳۹۴   | ۳۱ تیر ۱۳۹۸    | مدیر عامل شرکت مدیریت تولید برق دماوند |
| جمال‌الدین عزیزی     | ۳۰ اردیبهشت ۱۳۹۳ | ۲۸ شهریور ۱۳۹۴ | مدیر عامل شرکت مدیریت تولید برق دماوند |
| فرید بشیری          | ۱۳۹۲             | ۱۳۹۴           | مدیر عامل شرکت تولید نیروی برق دماوند  |
| محمد پورانیان       | ۹۲               | ۹۳             | مدیرعامل سابق نیروگاه رامین اهواز      |
| کیومرث آقایی        | ۹۱               | ۹۲             | سرپرست شرکت مدیریت تولید برق دماوند    |
| محمدباقر کوشا       | ۲۷ خرداد ۱۳۸۷    |                | مدیر عامل شرکت تولید نیروی برق دماوند  |
| فرید بشیری          | ۱۳۸۱             | ۱۳۹۱           | مدیر عامل شرکت مدیریت تولید برق دماوند |